# Loxostege diaphana
Loxostege diaphana là một loài bướm đêm trong họ Crambidae.